# Leciñana de Tobalina
Leciñana de Tobalina es una localidad del municipio burgalés de Valle de Tobalina, en la Comunidad Autónoma de Castilla y León (España). 

## Localidades limítrofes
Confina con las siguientes localidades:
- Al noreste con Las Viadas y La Revilla de Herrán.
- Al este con Ranedo y Promediano.
- Al sur con Quintana Martín Galíndez y Cormenzana.

## Demografía
Evolución de la población
| Gráfica de evolución demográfica de Leciñana de Tobalina entre 2000 y 2017 |
|                                                                            |
| Población de derecho (2000-2017) según el padrón municipal del INE         |

## Historia
Así se describe a Leciñana de Tobalina en el tomo X del Diccionario geográfico-estadístico-histórico de España y sus posesiones de Ultramar, obra impulsada por Pascual Madoz a mediados del siglo XIX:

Villa en la provincia, diócesis, audiencia territorial y capitanía general de Burgos (14 leguas), partido judicial de Villarcayo (6) y ayuntamiento titulado del valle de Tobalina (1/2); Se halla situada a la falda de un monte que le rodea por N y O, mediando por aquella parte un valle; reinan los cuatro vientos, y su clima es más frío que caliente. Tiene 26 casas construidas de piedra; una fuente en los afueras de la población, de cuyas aguas, que son cristalinas y saludables, se surten los vecinos para beber y demás usos; iglesia parroquial (Santa María Egipciaca), servida por un cura párroco y un sacristán, cuyo curato se provee por el ordinario en hijos patrimoniales; un cementerio colocado en un alto y al N del pueblo, y 2 ermitas bajo las advocaciones de Nuestra Señora de San Torcuato y de San Juan Bautista, ambas en el término; la primera al N situada en llano y en una cordillera de peñas que la cercan por todas partes menos por el O, viéndose en dicho llano los vestigios de un convento, que según se dice, fue de Templarios, el cual es hoy coto redondo, de propiedad del conde de Lences, quien lo tiene dado en enfiteusis a un vecino del pueblo, y la segunda se encuentra al E en una altura pendiente por todos lados, sin más llano que el preciso para dar la vuelta alrededor de la ermita; figura una atalaya de muy buenas vistas, pues desde ella se descubren más de 20 pueblos, la ciudad de Frías y todo lo más delicioso del valle de Tobalina. Confina el término N Las Viadas y Revilla; E Ranedo y Gabanes; S Quintana Martín Galíndez, y O Parayuelo. El terreno es poco productivo y en parte pendiente; se encuentra al E un valle que puede regarse; cruza por el término un arroyo sin nombre que nace en el confín de Revilla, y corre de N a S al E del pueblo, sus aguas se utilizan algún tanto de poco tiempo a esta parte; hay un monte poblado de robles, encinas y otra leña menuda llamada hornija; se hallan también algunas canteras de piedra. Caminos: el que dirige de Frías a Losa, en mediano estado, y la correspondencia se recibe de Briviesca. Producciones: trigo, cebada, centeno, avena, habas, titos, arvejas, yeros, alubias, maíz, nueces, cerezas, patatas y vino; ganado cabrío y lanar burdo, y caza de perdices, liebres, codornices y tasugos. Industria: la agrícola. Población: 6 vecinos, 23 almas. Capital productivo: 60.410 reales. Imponible: 6.189.
Diccionario geográfico-estadístico-histórico de España y sus posesiones de Ultramar